# Adamclisi
Adamclisi település Romániában, Dobrudzsában, Constanța megyében, Adamclisi község központja.

## Fekvése
A település az ország délkeleti részén található, Konstancától hatvannégy kilométerre nyugatra, a legközelebbi várostól, Băneasatól huszonnégy kilométerre keletre.

## Története
Régi török neve Adam Klisi vagy Adamklissi, jelentése: az ember temploma. A török telepesek a Tropaeum Traiani győzelmi emlékmű romjait egykori templomnak vélték, innen kapta nevét.

## Lakossága
| Nemzetiségek | 2002 | 2002   |
| ------------ | ---- | ------ |
| Románok      | 1113 | 93,8%  |
| Törökök      | 70   | 5,9%   |
| Összesen     | 1186 | 100,0% |